# Bengurionówka
Bengurionówka – kamienica z 1780 przy Placu 15 sierpnia (rynku) 21a w Płońsku, przy narożniku ulicy Warszawskiej, w której dorastał Dawid Ben Gurion, jeden z głównych założycieli państwa żydowskiego oraz pierwszy premier Izraela.

## Historia
Ben Gurion (jako Dawid Grün) urodził się w 1886 w nieistniejącym już domu przy ulicy Wspólnej (dawniej Koziej) w Płońsku, gdzie obecnie znajduje się skwer jego imienia (dom wyburzono z powodu złego stanu technicznego). Rodzina przeprowadziła się niedługo potem do kamienicy w rynku, gdzie zamieszkiwała do 1906, czyli do chwili emigracji do Palestyny.
Od 2003 do 2011 w podziemiach budynku znajdowała się ekspozycja poświęcona związkom założyciela państwa żydowskiego z Płońskiem (przeniesiona następnie do Domu Kultury). Kamienica znajduje się na miejskim Szlaku Dawida Ben Guriona.
W obiekcie funkcjonowała w przeszłości restauracja, w której wielokrotnie jadał Szewach Weiss. Danie główne lokalu, czyli ziemniaki, sałata i sznycel, nazywało się również bengurionówką.

## Architektura
Kamienica jest ustawiona szczytem do rynku, stojąc na jego narożu. Obiekt ma dwie kondygnacje i jest nakryty dachem dwuspadowym. Ma arkadowe podcienia sklepione kolebkowo z parami lunet od strony ul. Warszawskiej. Na detal architektoniczny składają się przede wszystkim gzymsy o różnej formie.
Fakt zamieszkania w budynku Dawida Ben Guriona upamiętnia marmurowa tablica z napisami w językach polskim i hebrajskim (odsłonięcie nastąpiło 1 grudnia 1995, w 22. rocznicę śmierci premiera Izraela). Zawarto na niej m.in. słowa: „ukształtował charakter państwa jako monolitycznego społeczeństwa imigracyjnego, nacechowanego tradycją żydowską i nowoczesnym pluralizmem”.

## Galeria

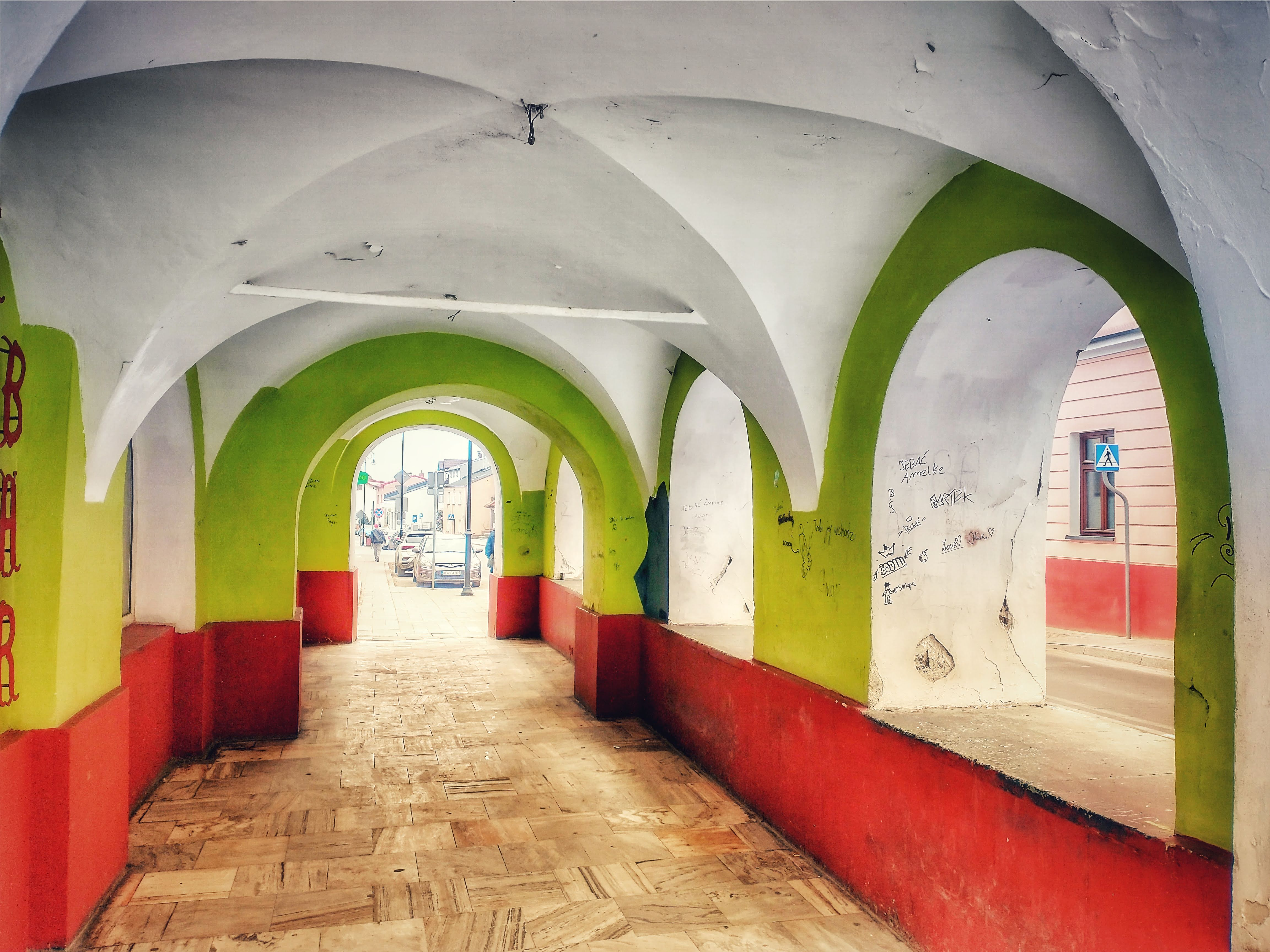
Podcienia (ul. Warszawska)
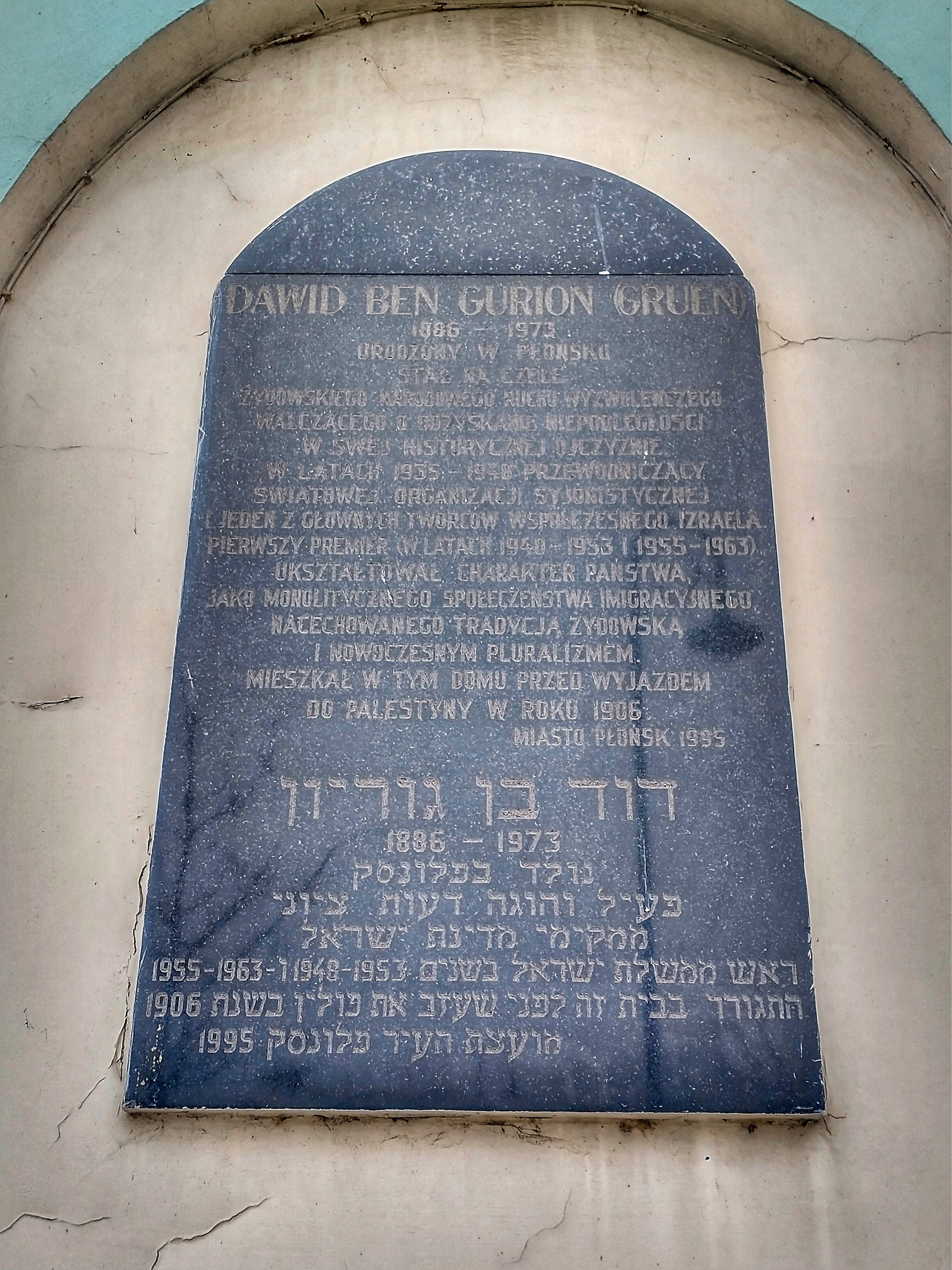
Tablica pamiątkowa z 1995